# Gaby Mudingayi
Gaby Mudingayi (Kinshasa, 1 oktober 1981) is een Congolees-Belgische voetballer. Sinds juli 2012 staat hij onder contract bij Internazionale. Voordien speelde hij voor onder meer KAA Gent en Bologna FC.

## Carrière

### Beginjaren
Gaby Mudingayi werd geboren in Kinshasa, maar verhuisde op 9-jarige leeftijd met zijn gezin naar België. Op 14-jarige leeftijd sloot hij zich aan bij de jeugd van Etterbeek, waarna hij bij Union Saint-Gilloise belandde. In 1998 maakte de Congolees zijn debuut voor de derdeklasser. De jonge middenvelder viel op door zijn fysieke kracht en inzet. Na twee seizoenen bij Union versierde hij een transfer naar eersteklasser KAA Gent.

### KAA Gent
Bij KAA Gent kende Mudingayi een moeilijke start. Trainer Henk Houwaart geloofde niet de middenvelder en stuurde hem naar de B-kern. In de loop van het seizoen nam de Fransman Patrick Remy het roer over, waarna Mudingayi meer speelkansen kreeg. Desondanks wilde hij in de zomer van 2001 graag naar La Louvière, maar tot een transfer kwam het uiteindelijk niet. Een seizoen later trok de club Jan Olde Riekerink aan als coach, maar ook hij had weinig vertrouwen in de Congolese Belg. Doch slaagde hij er in 2003 in een eerste selectie voor de nationale ploeg af te dwingen.

### Torino
Tijdens de winterstop van het seizoen 2003/04 trok Mudingayi naar Italië. Hij tekende er een contract bij tweedeklasser Torino FC. Ook zijn landgenoot Johan Walem speelde er toen. Mudingayi kwam er aanvankelijk niet vaak aan de bak, maar groeide in het seizoen 2004/05 toch uit tot een vaste waarde. Torino plaatste zich als derde voor de play-offs van de Serie B, maar maakte uiteindelijk omwille van financiële problemen niet de overstap naar de hoogste divisie.

### Lazio
Mudingayi maakte wel de sprong naar de Serie A. Hij tekende in de zomer van 2005 bij Lazio. De overstap naar de Italiaanse eerste klasse verliep moeilijk. Pas in het seizoen 2006/07 volgde zijn grote doorbraak bij de Romeinse club. De sterke middenvelder plaatste zich met zijn team voor de Champions League, maar raakte daarin niet verder dan de groepsfase, ondanks een zege tegen Werder Bremen en een gelijkspel tegen Real Madrid.

### Bologna
De inmiddels 26-jarige Mudingayi tekende in juli 2008 bij promovendus Bologna FC. De Italiaanse club betaalde zo'n €6 miljoen voor zijn transfer. Hij werd er meteen een titularis en een van de sterkhouders. Met Bologna streed de Congolese Belg jaarlijks tegen de degradatie. Toch gingen zijn goede prestaties niet onopgemerkt voorbij. Topclubs als Juventus FC en Internazionale toonden meermaals interesse in hem. In totaal speelde hij meer dan 120 wedstrijden voor Bologna.

### Inter
Op 19 juli 2012 raakte zijn transfer naar Internazionale rond. De club huurt hem voor een seizoen van Bologna, maar bereikte met Mudingayi zelf wel een overeenkomst voor drie seizoenen. Hij is de vierde Belg na Ludo Coeck, Enzo Scifo en Ibrahim Maaroufi die voor Inter uitkomt. Op 27 januari 2013 viel hij geblesseerd uit in het Serie A duel tegen Torino. Medische tests brachten aan het licht dat Mudingayi zijn achillespees heeft gescheurd en dat hij voor de rest van het seizoen out is.

## Clubstatistieken
| Seizoen | Club                 | Land   | Competitie     | Duels | Goals |
| ------- | -------------------- | ------ | -------------- | ----- | ----- |
| 1998/99 | Union Saint-Gilloise | BEL    | Derde klasse A | 15    | 1     |
| 1999/00 | Union Saint-Gilloise | BEL    | Derde klasse A | 20    | 0     |
| 2000/01 | KAA Gent             | BEL    | Eerste klasse  | 12    | 0     |
| 2001/02 | KAA Gent             | BEL    | Eerste klasse  | 16    | 0     |
| 2002/03 | KAA Gent             | BEL    | Eerste klasse  | 22    | 0     |
| 2003/04 | KAA Gent             | BEL    | Eerste klasse  | 16    | 0     |
| 2003/04 | Torino FC            | ITA    | Serie B        | 11    | 0     |
| 2004/05 | Torino FC            | ITA    | Serie B        | 27    | 1     |
| 2005/06 | SS Lazio             | ITA    | Serie A        | 14    | 1     |
| 2006/07 | SS Lazio             | ITA    | Serie A        | 28    | 0     |
| 2007/08 | SS Lazio             | ITA    | Serie A        | 27    | 0     |
| 2008/09 | Bologna FC           | ITA    | Serie A        | 31    | 0     |
| 2009/10 | Bologna FC           | ITA    | Serie A        | 28    | 1     |
| 2010/11 | Bologna FC           | ITA    | Serie A        | 32    | 1     |
| 2011/12 | Bologna FC           | ITA    | Serie A        | 34    | 0     |
| 2012/13 | Internazionale       | ITA    | Serie A        | 9     | 0     |
| 2013/14 | Internazionale       | ITA    | Serie A        | 1     | 0     |
| Totaal  | Totaal               | Totaal | Totaal         | 343   | 5     |

## Trivia
- Mudingayi keek in het verleden op naar voetballer Claude Makélélé.
- Hij is getrouwd met Eleonora, een Italiaanse. Hoewel Mudingayi al jaren in Italië voetbalt, kent hij haar uit Etterbeek. Ze hebben samen een zoon, Noa.